# Загородний, Дмитрий Иванович
Загородний Дмитрий Иванович (1896, Херсонская губерния — декабрь 1919, Криворогская волость, Екатеринославская губерния) — российский крестьянин. Участник Гражданской войны и борьбы за власть Советов на Криворожье.

## Биография
Родился в 1896 году в Херсонской губернии.
Член РСДРП с 1918 года. В 1917—1918 годах формировал части Красной гвардии, участвовал в борьбе против Центральной рады и немецко-австрийских интервентов на юге. В 1919 году — один из организаторов и руководителей Висунской партизанской республики, начальник штаба повстанческой армии.
Погиб в декабре 1919 года в бою с белогвардейцами близ Кривого Рога. Похоронен в братской могиле в Кривом Роге.